# Дантевада (округ)
Дантевада (англ. Dantewada) — округ в индийском штате Чхаттисгарх. Образован в 1998 году из части территории округа Бастар. Административный центр — город Дантевада. Площадь округа — 10 239 км². По данным всеиндийской переписи 2001 года население округа составляло 719 487 человек. Уровень грамотности взрослого населения составлял 30,2 %, что значительно ниже среднеиндийского уровня (59,5 %). Доля городского населения составляла 7,2 %. В 2007 году из части территории округа был образован новый округ Биджапур.